# Schloss Kleinaign

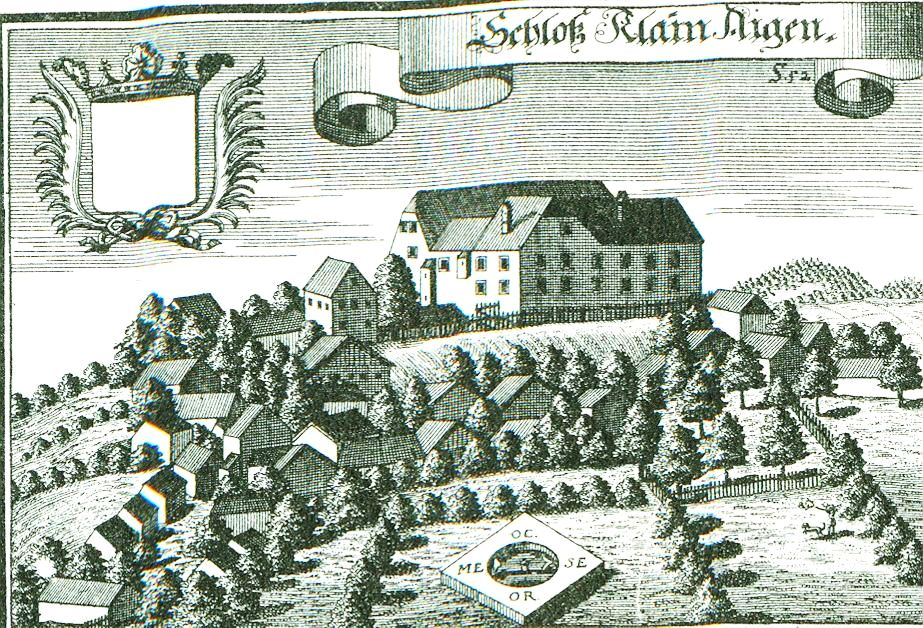
Schloss Kleinaign nach einem Stich von Michael Wening von 1721

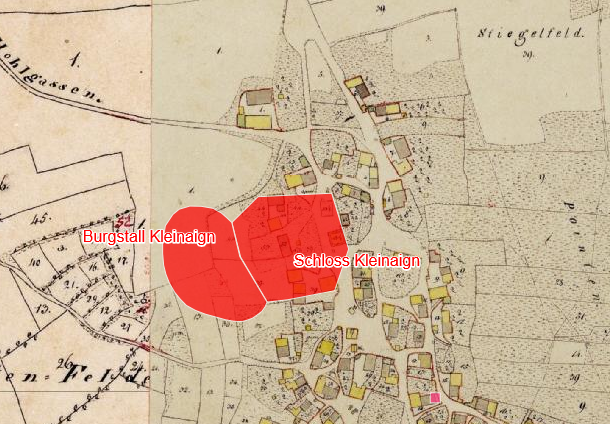
Lageplan von Schloss und Burgstall Kleinaign auf dem Urkataster von Bayern

Das abgegangene Schloss Kleinaign befand sich im Ortsteil Kleinaign des Oberpfälzer Marktes Eschlkam im Landkreis Cham von Bayern (nahe Schloßweg 18). Das Schloss lag am südlichen Ende eines Höhenrückens auf dessen als Kuppe ausgebildeter höchster Stelle etwa 50 m über dem Chambtal und westlich der Ortschaft Kleinaign. Die Anlage wird als Bodendenkmal unter der Aktennummer D-3-6643-0039 im Bayernatlas als „untertägige Befunde des abgegangenen frühneuzeitlichen Schlosses von Kleinaign“ geführt. Der zum Schloss gehörende Kasten ist noch erhalten und unter der Aktennummer D-3-72-124-39 als denkmalgeschütztes Baudenkmal von Kleinaign verzeichnet. Unmittelbar westlich davon befindet sich der Burgstall Kleinaign, der als Bodendenkmal unter der Aktennummer D-3-6643-0012 im Bayernatlas als „mittelalterlicher Burgstall“ geführt wird.

## Geschichte
Kleinaign war mit Eschlkam Teil der Markgrafschaft Cham. Nach dem Aussterben der Diepoldinger kam diese 1204 an die Wittelsbacher. Im zweiten Herzogsurbar von 1301 wird Weinigaigen (= Kleinaign) erwähnt, da von dort bestimmte Abgaben zu leisten waren. Vermutlich hat Eberwein ab dem Aigen die Festung nach 1326 erbaut. 1376 verkauft Eberwein der Protwicz ab dem Aigen an Herzog Albrecht die halbe vesst auf dem Aygen und darzu daz dorf bey dem Aigen under dem haws, die an ihn versetzt war. Die andere Hälfte verkauft Altmann, der Bruder des Eberwein, 1380 an den Herzog. Die Burg wird in der Folge Sitz des Pflegers im Winkel und war zur Sicherung der Grenze von großer Bedeutung. Pfleger und Burghüter war zu dieser Zeit Hans Haibeck und unter ihm wurden die Wehranlagen verstärkt. Kleinaigen scheint aber von den Hussiten 1420 und 1422 zerstört worden zu sein. 1422 ist als neuer Pfleger hier Erasmus Sattelboger von Arnschwang bezeugt, der 1425 einen Zwinger vor der Burg anlegen ließ. Die Feste auf dem Aign erscheint 1462 nur mehr als Burgstall. Deshalb wird Kleinaigen in der Folge zumeist an die Pfleger im Winkel als Lehen ausgegeben.
Bei der Teilung des Landesteiles Straubing 1429 befiehlt Herzog Ludwig der Gebartete dem Peter Chamerauer, Pfleger auf der Feste am Aigen, diese und das zugehörende Landgericht an Herzog Wilhelm III. abzutreten. 1449 ist wieder Erasmus Sattelbogen hier Pfleger. Als Herzog Albrecht III. 1451 den Winkel an Přibik von Klenau und 1465 an Johann von Degenberg zu Lehen gibt, ist Kleinaigen eingeschlossen. In der Urkunde für den Degenberger wird explizit der burgstal der vesten auf dem Aigen erwähnt. Da sich der Degenberger an dem Böckleraufstand beteiligte, wurde ihm das Lehen 1469 wieder entzogen. Nach 1469 bzw. 1472 hat Kleinaigen seine Bedeutung verloren, da die Pfleger ihren Amtssitz bei den Kirchhöfen in Furth im Wald, Eschlkam und Neukirchen nehmen müssen.
Im ausgehenden 15. Jahrhundert ist hier Ratzko von Rayol als Inhaber beglaubigt. Ab 1516 haben die Pfeil die Hofmark inne. Jörg Pfeil und sein Sohn Wolf Pfeil waren von 1520–1574 die Hauptleute von Furth. Unter ihnen wird Kleinaign eine Hofmark und sie bauten in Kleinaign auch das Schloss wieder auf. Von den Erben der Pfeil erwirbt um 1597 Hans Hundt, Pfleger in Weißenstein, die Hofmark. 1621 kommt Kleinaigen an Mathias Rosenhammer, Hauptmann vor dem Wald und Pfleger zu Kötzting sowie seit 1610 Herr auf Schloss Grafenwiesen. Auf dem Heiratsweg kommt Kleinaigen 1640 an die Schürndinger. Von denen wird Kleinaigen bald an Franz Prenner zu Brennberg  veräußert. Nach dem Tod des Johann Franz Brenner († 1684) bringt seine Witwe 1693 dem Johann Adalbert von Gleißenthal auf Zandt Kleinaigen zu. Dieser veräußert den Besitz 1695 an Johann Christian Ferdinand von Hautzenberg. 1703 kauft Johann Baptist Walser, Further Grenzhauptmann, die Hofmark. 1758 verkaufen die Walser von Syrenburg das Gut an Max Freiherrn von Edlmayr, Kanonikus bei der Alten Kapelle und Stadtpfarrer von Fürth. Dann geht Kleinaigen an seine Erben über. Zu Kleinaigen gehörten als Pertinenzen auch Schachten, 1538 von Jörg Pfeil angelegt, und Gaishof, 1557 ebenfalls von Jörg Pfeil gegründet. Beide Ortschaften sind jetzt Ortsteile von Eschlkam. Herzog Maximilian hat am 2. Januar 1621 dem Matthias Rosenhammer auf Schachten die Niedergerichtsbarkeit übertragen und Schachten in die Hofmark Kleinaigen inkorporiert.
1820 wird Max von Schmid die Bildung eines Patrimonialgerichts II. Klasse in Kleinaigen gestattet. Seine Witwe konnte den Besitz nicht mehr halten und so gehen 1831 alle Besitzungen und Rechte an den Staat über, der die Hofmark „zertrümmerte“ und das Schloss verfallen ließ.

## Schloss Kleinaigen einst und jetzt
Die Burg zu Kleinaigen wird 1376 erstmals als vestt bezeichnet. 1421 werden die Befestigungen verstärkt. 1422–25 werden nach einer Beschädigung durch die Hussiten Turm und Dächer ausgebessert und vor dem Tor wird ein Zwinger angelegt. Diese erste Burg ist 1465 nur mehr ein zerfallener Burgstall.
Ein Nachfolgerbau wurde im 16. Jahrhundert errichtet. Nach dem Stich von Michael Wening von 1721 war das Schloss ein dreiflügeliger und zweigeschossiger Bau, der mit Krüppelwalmdächern gedeckt war. Die zwei Haupttrakte waren durch einen etwas niedrigeren Zwischentrakt miteinander verbunden. Im Südtrakt erscheint ein Schopfwalmdach. An dem Zwischentrakt sind Erker (eventuell der Abtritt) erkennbar. Das Schloss lag auf einem kleinen Hügel und wird als wohlerbautes Schlößl bezeichnet. Südlich davon ist der Kasten zu erkennen.
Im Wiesengelände sind heute nur noch ein schwach ausgeprägter Hügel von ca. 20 m Durchmesser sowie Lesesteinhaufen erkennbar. Erhalten ist der zum Schloss gehörende zweigeschossige, traufständige Kastenbau mit Satteldach. Dieser wurde nach 1831 von dem Kostenbauer als Bauernhof genutzt. Später kam dieses Gebäude in Besitz des Spatenwagners. Erhalten ist noch eine Bruchsteinmauer mit einer Eckböschung und Resten der Hofmauer, die aus dem 17. Jahrhundert stammen. Der Kasten wurde im 19. Jahrhundert zu einem Wohnhaus umgebaut.